# Ylva Stålnacke
Ylva Stålnacke, née le 17 septembre 1992, est une skieuse alpine suédoise spécialisée dans les disciplines techniques (slalom et slalom géant).

## Carrière
Elle a participé à sa première course FIS en 2007. Elle accède à la Coupe d'Europe en mars 2011, remportant sa première victoire en 2014 à Zinal.
Elle débute dans la Coupe du monde en novembre 2013 au slalom de Levi. Elle obtient ses premiers points en janvier 2018 avec une 17e place au slalom de Zagreb.
Aux Championnats du monde 2019 à Åre, sa première participation aux Mondiaux, elle est 14e du slalom géant et ne termine pas le slalom.

## Palmarès

### Championnats du monde
| Épreuve / Édition | Åre 2019 |
| ----------------- | -------- |
| Slalom géant      | 14e      |
| Slalom            | Abandon  |

### Coupe du monde
- Meilleur classement général : 81e en 2019.
- Meilleur résultat : 14e.

#### Différents classements en Coupe du monde
| Année/Classement | Année/Classement | Général | Général | Descente | Descente | Slalom | Slalom | Slalom géant | Slalom géant | Super G | Super G | Combiné | Combiné |
| ---------------- | ---------------- | ------- | ------- | -------- | -------- | ------ | ------ | ------------ | ------------ | ------- | ------- | ------- | ------- |
| Année/Classement | Année/Classement | Class.  | Points  | Class.   | Points   | Class. | Points | Class.       | Points       | Class.  | Points  | Class.  | Points  |
| 2018             | 2018             | 112e    | 14      | -        | -        | 47e    | 14     | -            | -            | -       | -       | -       | -       |
| 2019             | 2019             | 81e     | 50      | -        | -        | 56e    | 4      | 34e          | 46           | -       | -       | -       | -       |

### Coupe d'Europe
- 2e du classement général en 2015.
- Gagnante du classement du slalom géant en 2014.
- 5 victoires (4 en slalom géant et 1 en slalom).

En date de mars 2019

### Championnats de Suède
- Championne du slalom géant en 2015.